# Węglówka (dopływ Kasinianki)
Węglówka, Niedźwiadek – potok, prawy dopływ Kasinianki o długości 6,43 km i powierzchni zlewni 7,77 km².

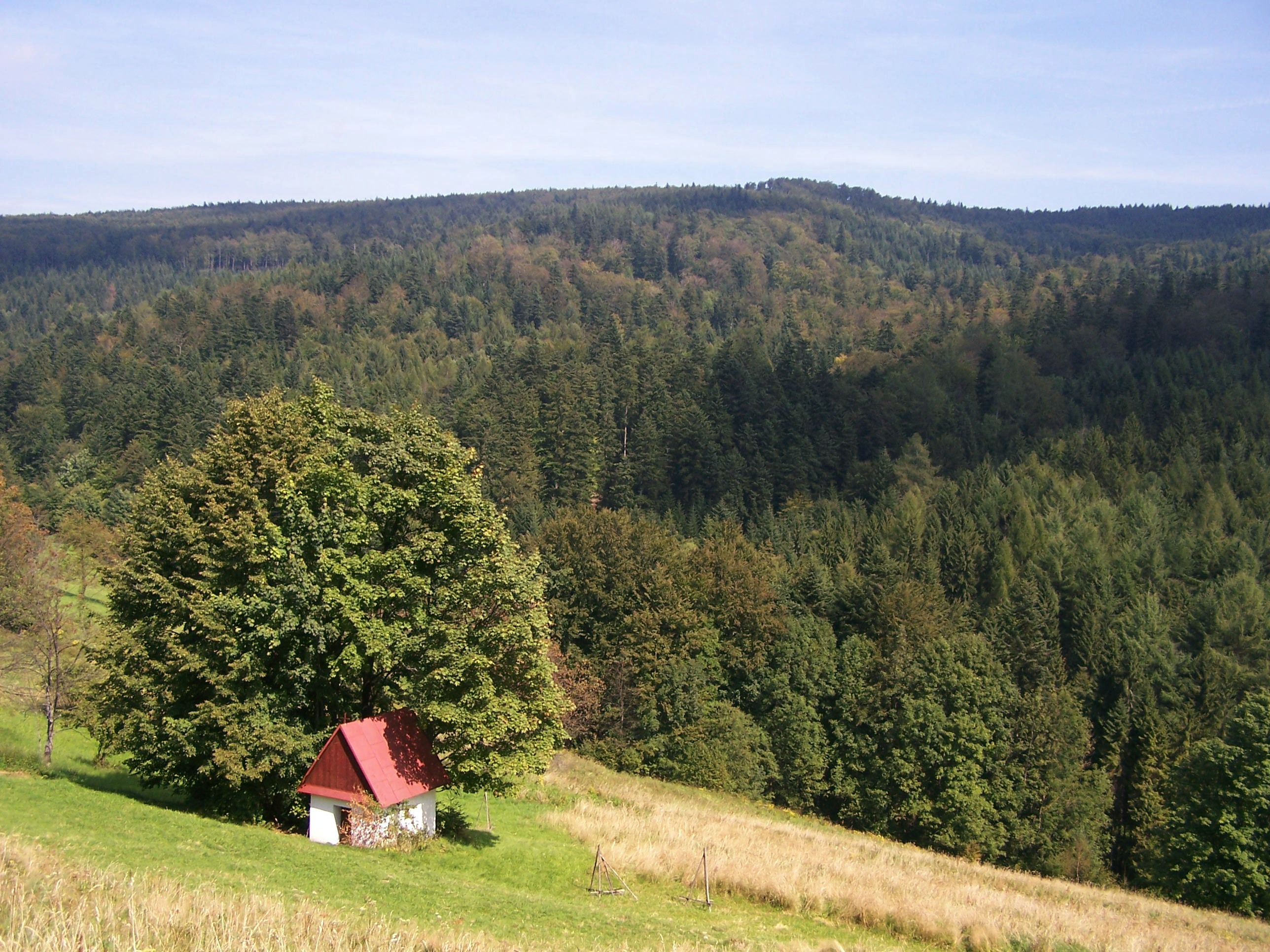
Dolina potoku Niedźwiadek poniżej Weszkówki

Węglówka wypływa na wysokości około 740 m, na południowych stokach Trzech Kopców w Paśmie Lubomira i Łysiny. Spływa krętą doliną, której orograficznie prawe obramowanie tworzy grzbiet odchodzący od Trzech Kopców poprzez Przysłoń, Patryję i Szczałbę, lewe zaś południowy grzbiet Lubomira. Przepływa przez miejscowość Węglówka i cała jego zlewnia znajduje się w obrębie tej miejscowości. Uchodzi do Kasinianki na wysokości 421 m.